# Oeste Outra Vez
Oeste Outra Vez é um filme brasileiro de 2024 do gênero drama com elementos de neo-western, escrito e dirigido por Érico Rassi. Estrelado por Ângelo Antônio, Rodger Rogério, Antônio Pitanga e Babu Santana, o longa aborda masculinidade tóxica, crises existenciais e violência no sertão de Goiás.

## Sinopse
No sertão de Goiás, homens brutos que não conseguem lidar com suas próprias fragilidades são constantemente abandonados pelas mulheres que amam. Tristes e amargurados, eles voltam-se violentamente uns contra os outros.

## Elenco
| Ator/Atriz      | Personagem |
| --------------- | ---------- |
| Ângelo Antônio  |            |
| Rodger Rogério  |            |
| Antônio Pitanga |            |
| Babu Santana    |            |
| Adanilo         |            |
| Daniel Porpino  |            |
| Tuanny Araújo   |            |

## Lançamento
O filme estreou em agosto de 2024, como parte da mostra competitiva do Festival de Gramado daquele ano, onde ganhou o trofeu kikito de melhor filme, melhor fotografia e melhor ator coadjuvante (Rodger Rogério). O filme ainda participou da mostra Brasil na 48.ª Mostra de Internacional Cinema de São Paulo.
Em janeiro de 2025, o longa ganhou a data de 27 de março do mesmo ano para estreiar nos cinemas.

## Recepção
Comentando em seu canal no YouTube, Isabela Boscov avaliou o roteiro como "impecável" e a direção como "primorosa". Em sua crítica no Omelete, Caio Coletti avaliou com 5/5 estrelas destacando que "Oeste Outra Vez faz graça a partir da tragédia autoinfligida da masculinidade".
Na Folha de S.Paulo, Inácio Araujo avaliou como uma "trama com conflito vazio e tende à monotonia". No CinePOP, Raphael Camacho destacou em sua crítica que o filme é "brilhante (....) recheado de diálogos impagáveis".

## Prêmios e indicações
| Ano  | Premiação           | Data da cerimônia    | Categoria                                 | Indicado          | Resultado |
| ---- | ------------------- | -------------------- | ----------------------------------------- | ----------------- | --------- |
| 2024 | Festival de Gramado | 17 de agosto de 2025 | Melhor Longa-Metragem Brasileiro          | Oeste Outra Vez   | Venceu    |
| 2024 | Festival de Gramado | 17 de agosto de 2025 | Melhor Fotografia                         | André Carvalheira | Venceu    |
| 2024 | Festival de Gramado | 17 de agosto de 2025 | Melhor Ator Coadjuvante                   | Rodger Rogério    | Venceu    |
| 2025 | Prêmio Grande Otelo | 30 de julho de 2025  | Melhor Direção                            | Érico Rassi       | Pendente  |
| 2025 | Prêmio Grande Otelo | 30 de julho de 2025  | Melhor Ator de Longa-Metragem             | Ângelo Antônio    | Pendente  |
| 2025 | Prêmio Grande Otelo | 30 de julho de 2025  | Melhor Ator Coadjuvante de Longa-Metragem | Antônio Pitanga   | Pendente  |
| 2025 | Prêmio Grande Otelo | 30 de julho de 2025  | Melhor Ator Coadjuvante de Longa-Metragem | Babu Santana      | Pendente  |
| 2025 | Prêmio Grande Otelo | 30 de julho de 2025  | Melhor direção de fotografia              | André Carvalheira | Pendente  |
| 2025 | Prêmio Grande Otelo | 30 de julho de 2025  | Melhor roteiro original                   | Érico Rassi       | Pendente  |
| 2025 | Prêmio Grande Otelo | 30 de julho de 2025  | Melhor direção de arte                    | Carol Tanajura    | Pendente  |
| 2025 | Prêmio Grande Otelo | 30 de julho de 2025  | Melhor maquiagem                          | Ana Pieroni       | Pendente  |
| 2025 | Prêmio Grande Otelo | 30 de julho de 2025  | Melhor trilha sonora                      | Guilerme Garbato  | Pendente  |